# Mount Whitford
Mount Whitford är ett berg i Kanada.   Det ligger i provinsen British Columbia, i den centrala delen av landet, 3 400 km väster om huvudstaden Ottawa. Toppen på Mount Whitford är 1 981 meter över havet, eller 173 meter över den omgivande terrängen. Bredden vid basen är 0,87 km.
Terrängen runt Mount Whitford är kuperad åt sydost, men åt nordväst är den bergig.Trakten runt Mount Whitford är nära nog obefolkad, med mindre än två invånare per kvadratkilometer.. Det finns inga samhällen i närheten. 
Trakten runt Mount Whitford består i huvudsak av gräsmarker.